# Malé dějiny jedné rodiny
Malé dějiny jedné rodiny je československý rodinný komediální televizní seriál z konce 80. let 20. století. Sledují se v něm všednodenní zážitky, starosti a radosti běžné „socialistické rodiny“ Kolářových (novinářky, jejího manžela – mistra ze strojírenských závodů a jejich dvou adolescentních dětí) na pozadí společenského dění.
Seriál byl komponován jako malá rodinná sága s průběžně tvořeným dějem (podobně jako o dvacet let později komerční seriály typu Ordinace v růžové zahradě), díky čemuž mohlo seriálové dění držet krok s děním skutečným a reagovat na skutečné události, občas uváděné na pozadí děje (politické a sportovní události, spadlé lešení na Vinohradech, zavedení údaje o minimální trvanlivosti potravin aj.). Děj několika dílů je nahlížen z pozice novinářky Marty Kolářové jako vypravěčky a komentátorky děje, což mohlo mnohem později připomínat i americký seriál Sex ve městě a monology novinářky Carrie Bradshawové. Koncepce dění z továrny pak působí dojmem, že měl divákům přinést pozitivní náhled na uvolňování ekonomiky a její přechod z centrálně řízených národních podniků se jmenovanými řediteli na formu částečně samostatných státních podniků s řediteli, které si volí sami zaměstnanci, a to ještě doprovázeno postupným startem soukromého podnikání.
Pro natáčení seriálu byl za cca 1 milion Kčs zakoupen rodinný dům v Modřanech včetně zařízené pekařské dílny i s pecí. Rodina Kolářova ovšem bydlí ve starším zděném činžovním domě v městečku Dubice, Přívozní ulice 7, jejich telefonní číslo je 4562, od jara 1989 po přečíslování 27481. Děda Kolář bydlí v hornickém městysu Černá Lhota, prarodiče z Martiny strany na Moravě.
První díl seriálu byl odvysílán ve čtvrtek 1. 9. 1988 od 20:00 na prvním programu Československé televize, poslední díl pak ve čtvrtek 7. 9. 1989 od 20:00 s reprízou druhý den v 11:20.

## Obsazení
Některé postavy se objevují skoro ve všech dílech, resp. jejich obsazení je stálé a ne pouze epizodní. Jsou to zejména:
Rodina:
| Milena Dvorská   | Marta Kolářová, matka                |
| Alois Švehlík    | Jiří Kolář, otec                     |
| Jakub Wehrenberg | Jan Kolář, syn                       |
| Pavlína Mourková | Lenka Kolářová, dcera                |
| Jan Kanyza       | Filip Bárta, Martin bratr, knihovník |

Příbuzenstvo:
| Rudolf Hrušínský   | František Kolář, Jiřího otec, bývalý horník                                  |
| Josef Karlík       | p. Bárta, Martin otec                                                        |
| Eva Matalová       | Anna Bártová, Martina matka                                                  |
| Monika Radványiová | Lucie Gáblišová, snacha ze Slovenska, vedoucí národopisného souboru Tatrovan |
| David Prachař      | Radek Hasman, její snoubenec, divadelní herec                                |

Pracovníci podniku Dustroj:
| Jan Čenský          | Ing. Petr Vrána, informatik                                            |
| Jiří Vala           | s. Jindřich Havránek, ředitel                                          |
| Ivan Vyskočil       | s. Mráček, výrobní náměstek                                            |
| Karel Gult          | s. Pacera, obchodní náměstek                                           |
| Antonín Molčík      | s. Bokůvka, ekonomický náměstek                                        |
| Rudolf Jelínek      | s. Václav Hodek, předseda CZV KSČ                                      |
| Miroslav Masopust   | s. Otto Gerhart, ředitel odštěpného závodu Litošice                    |
| Alena Procházková   | s. Marie Bernášková, sekretářka ředitele                               |
| Andrea Čunderlíková | Miluška (později Olinka - chyba scénáře?), sekretářka předsedy CZV KSČ |
| Ladislav Trojan     | s. Vandas, předseda ZVO ROH                                            |
| Jiří Štěpnička      | s. Jouza, funkcionář ROH                                               |
| Gustav Bubník       | dělník Kroupa                                                          |
| Karel Hlušička      | Záruba, bezpečnostní technik                                           |
| Simona Stašová      | Maruška, kantýnská                                                     |
| Karel Augusta       | s. Kokeš, zlodějský skladník jednicového materiálu                     |
| František Husák     | s. Josef Kovařík, ministerská posila                                   |
| Radoslav Brzobohatý | s. Jan Kučera, tajemník OV KSČ pro práci v průmyslu                    |

Pracovníci redakce deníku Dubická záře:
| Václav Mareš      | s. Václav Háček, šéfredaktor        |
| Jana Šulcová      | Jana Pařízková, redakční fotografka |
| Marcel Vašinka    | sportovní novinář Hrdlička          |
| Marcela Nohýnková | sekretářka šéfredaktora             |
| Luba Skořepová    | vrátná                              |

Sousedé a známí:
| Josef Dvořák     | Robert Bártl, soused                                                                          |
| Jana Paulová     | Zdena Bártlová, jeho žena                                                                     |
| Milan Šimáček    | Arnošt (později Roman - chyba scénáře?) Bártl, jejich syn                                     |
| Jiřina Bohdalová | Růžena Nováková (nově provdaná Smutná), sousedka, vedoucí prodejny léčivých rostlin v přízemí |
| Vlastimil Hašek  | Karel Smutný, její manžel, botanolog                                                          |
| Josef Langmiler  | důchodce Ludvík Šeda, kamarád dědy Koláře                                                     |
| Ota Sklenčka     | důchodce Václav Kalousek, kamarád dědy Koláře                                                 |

Ostatní postavy:
| Jaroslava Adamová    | s. Styblíková, Lenčina třídní profesorka na gymnáziu |
| Veronika Musilová    | Jana Martincová, Lenčina spolužačka                  |
| Jan Schánilec        | dr. Martinec, Janin otec                             |
| Marek Pavlovský      | Pavel Krátký, Lenčin spolužák                        |
| Stanislava Bartošová | paní Krátká, jeho matka                              |
| Isabela Sieglová     | Markéta, Lenčina spolužačka                          |
| Helena Friedrichová  | Honzova třídní učitelka na ZŠ                        |
| Miroslav Saic        | pan Hampl, otec Honzova spolužáka Vlastíka           |
| Hana Čížková         | matka Honzova spolužáka                              |
| Vítězslav Jandák     | ředitel dolu Budovatel                               |
| Břetislav Slováček   | tajemník ředitele Perdula                            |
| Rostislav Kuba       | referent Krbeček, kulturní pracovník důlního podniku |

Naopak jiné postavy se objeví jen v některých dílech.

## Seznam dílů

### A zase ta škola
(1. díl, scénář Jiří Bednář, dramaturgie Gustav Oplustil, premiéra 1. 9. 1988)
Marta dostala v redakci za úkol začít psát seriál příhod „ze života“ a už cestou z práce vidí spoustu příležitostí a témat, o kterých by se mohlo psát. S manželem se potká na zchátralém nádraží Dubice sever, kam se čtyřicetiminutovým zpožděním dorazí vlak s dětmi vracejícími se z prázdnin – a hned mají nový problém: Lenka totiž koupila bratrovi dětskou jízdenku, což revizor neuznal a nutí je zaplatit u výpravčího pokutu. Je to však bývalý Jiřího podřízený a ten prohřešek velkoryse vyřeší domluvou.
| Jaroslava Obermaierová | ředitelka gymnázia        |
| Leoš Kaltofen          | revizor ČSD               |
| Kateřina Besserová     | průvodčí ČSD              |
| Václav Vydra           | Venca Holub, výpravčí ČSD |

### Den horníků
(2. díl, scénář Gustav Oplustil, dramaturgie Halina Pawlowská, premiéra 8. 9. 1988)
Marta dostala za úkol napsat reportáž o Dni horníků a tak jede na návštěvu k dědovi (děda: „Přímo u ředitele? A tak to tam jdi. On ti řekne, jak plněj závazky, jak stoupla mechanizace, jak se snížil počet pracovních úrazů, cheche. Hezky si to napiš. No a pak tam vraž trochu novýho myšlení, hornickýho potu a takovejch těch rozesmátejch tváří, no a budeš mít článek jako cumel.“) – ten právě odmítá pomoci organizátorům s následky větrné smrště, protože na tu slávu původně nechtěli pozvat hornické důchodce. A také se dozvědí, že na oslavě má být tajemníkem zfixlovaná tombola a ředitel podniku má vyhrát zajíce. Když však dostanou „osobní pozvánky od ředitele“, pomohou opravit elektrorozvody i okna a ještě pak tajemníkovi zatopí u ředitele.
| Jiří Koutný | hostinský Rudla |

### Rekonstrukce
(3. díl, scénář Gustav Oplustil, dramaturgie Halina Pawlowská, premiéra 15. 9. 1988)
Kolářovi se chystají předělávat byt. Musejí si vyřídit na OPBH (kde se nejprve maluje, pak sekají instalace a pak znovu maluje) povolení k vnitřní přestavbě bytu, což neochotná úřednice nechce povolit s odkazem na to, že jde o byt II. kategorie a ten OPBH zatím nehodlá rekonstruovat, i když jde o „dům hrůzy“ se stálými haváriemi – a kdyby Kolářovi platili rekonstrukci sami, i to by jim škodolibě rozmluvila („Povolení ke stavbě a dokumentaci k tomu, dvojmo. Máte? Nemáte. Tak vypracovat. Povolení od kominíků máte? Nemáte. Povolení od plynáren máte? Nemáte. Také od nás budete chtít povolení ke skládce před domem, že? No, podívejte se, já si myslím, že byste s tím měli počkat, až budete v plánu.“ a „Také od nás určitě budete chtít nějaké finanční přispění. Tak my vám nedáme nic. Protože to by pak chtěl přestavovat každej!“). Když však úřednici nahradí jiná a mladší, jde vše jako po drátkách a povolení dostanou okamžitě.
| Stanislav Bruder | malíř na OPBH             |
| Gabriela Vránová | úřednice Soukupová z OPBH |

### Nečekané komplikace
(4. díl, scénář Gustav Oplustil, dramaturgie Halina Pawlowská, premiéra 22. 9. 1988)
Marta dostala za úkol napsat reportáž o pobočce Stavebnin v nedalekém Kostelci, kam shodou okolností Kolářovi míří kvůli rekonstrukci bytu. Jiří odmítá dávat úplatky, a proto si je nepříjemné zaměstnankyně přehazují a všemožně znechucují, jen zdánlivě vstřícný je skladník ocelových výrobků a ochotou sice překypuje šéf dopravy, ale až když Kolářovi konečně mají materiál doma, zjistí, že mu za dvacetikilometrovou cestu museli zaplatit „do kapsy“ dalších 600 Kčs. A až nakonec se Marta dozví, že šéfredaktor má k dispozici řadu stížností na uvedené zaměstnance Stavebnin, ale Martě to předem neřekl, protože jinak by „její“ reportáž nebyla „ze života“.
| Jana Drbohlavová   | nepříjemná účetní Stavebnin č.1     |
| Dagmar Veškrnová   | nepříjemná účetní Stavebnin č.2     |
| Ludmila Molinová   | skladnice Špurková ze Stavebnin     |
| Vladimír Salač     | skladník Dřevojánek ze Stavebnin    |
| Miroslav Nohýnek   | šéf autodopravy Přibyl ze Stavebnin |
| Marcela Martínková | zástupkyně vedoucího ze Stavebnin   |

### Zlepšovák
(5. díl, scénář Gustav Oplustil, dramaturgie Halina Pawlowská, premiéra 29. 9. 1988)
Marta má za úkol článek o využívání výpočetní techniky ve strojírnách. Jde proto na reportáž do místních strojíren, kde se Jiří právě dostal do konfliktu: jako mistr totiž odmítá uvolnit některé podřízené na dvoudenní bramborovou brigádu do patronátního JZD, protože jednak před dvěma týdny výroba stála pro nedostatek materiálu a teď to musejí dohnat, jednak by na brigádu jeli jen vypočítavci pro metrák brambor zadarmo („Kdyby se vážně uvažovalo o tom Vránově zlepšováku, o tom jeho nápadu, kdyby tu byly počítače, tak se vsadím, že bude čas jít třeba na mrkev. Jenomže my děláme přestavbu přes brambory!“). A zpátečnický ředitel Dustroje, za vydatné podpory funkcionářských frází a i některých podřízených, stále odmítá modernizovat řízení podniku zavedením výpočetní techniky. Marta pak provokativně nazve článek „Bramborová brigáda“.

### Vyznamenání
(6. díl, premiéra 6. 10. 1988)

### Anonym
(7. díl, scénář Gustav Oplustil, dramaturgie Halina Pawlowská, premiéra 13. 10. 1988)
Rekonstrukce bytu se blíží. Přivolaný mistr kominický odmítá (s poukazem na chybějící povolení plynařů, kteří ovšem čekají na něj) dát dobrozdání na stavbu komína plynového etážového topení – jeho přístup se rázem změní, když Marta prohlásí, že by se s ním samozřejmě „nějak“ vyrovnala. Mistr si naúčtuje 28 Kčs za pětisekundové nahlédnutí do světlíku a zaokrouhlí to na 100 Kčs i s prohlídkou původního komínu – přitom ale vyrazí komínovou zátku a saze létají po celé koupelně i s pověšeným prádlem. Zoufalá Marta běží za Jiřím do podniku, ale ten má jiné starosti: vedení totiž dostalo anonymní dopis, hanobící mistra Koláře a inženýra Vránu jako kumpány, kteří zavedením počítačů chtějí obrat dělníky o peníze. Ředitel Havránek místo rozhodnutí odjede mimo podnik a předá dopis k řešení na schůzi. Proti Kolářovi s Vránou vystoupí jen šéfodborář Jouza s bezpečnostním technikem Zárubou, zatímco předseda CZV KSČ Hodek dopis odmítne jako cílenou provokaci a výrobní náměstek Mráček ho dokonce demonstrativně roztrhá. Věc tedy končí morálním vítězstvím Koláře a Vrány. Kolářovi jsou navíc potěšeni ještě jednou věcí: podezřívali dceru Lenku, že je v sedmnácti letech těhotná, ale ta jim sdělila, že miminko si bude přát až později, ne teď.
| Vladimír Hrabánek | kominický mistr |

### Brigáda
(8. díl, scénář Gustav Oplustil, dramaturgie Halina Pawlowská, premiéra 20. 10. 1988)
Pracovník Sběrných surovin upozornil Veřejnou bezpečnost na to, že se ve výkupu kovů objevila měď za několik tisíc korun. To zjistíme v okamžiku, kdy ke Kolářovým přijde mladý příslušník SNB požádat Lenku o doložení, odkud s ostatními studenty gymnázia při úklidové brigádě v Dustroji vzali šrotové kabely a odvezli je do sběrny. Otec Jiří jede pro jistotu také – a jeho přítomnost na zadním sedadle služebního vozu VB (a také nepřítomnost v práci následující den) vyvolá fámu, že byl zatčen. Předseda odborů Jouza je na koni a v kantýně vyhrožuje všem, kteří Kolářovi v podniku fandí, že i oni možná půjdou do vězení. Věc se ale vyvine jinak: kriminální služba totiž zjistila, že jde o dlouhodobou rozkrádačku, podpořenou nekontrolovanými investicemi (kriminalista: „Na stopu nás přivedli studenti gymnázia.“ – ředitel Havránek: „Studenti? Hm, to je zvláštní, když člověk po nich chce, aby hrábli trochu práce, tak to ne. Ale na volovinky, to je užije!“). Na OV KSČ téhož dne tajemník vynadá Havránkovi za zpátečnické, alibistické a nerozhodné vedení podniku – a šedesátiletý Havránek si příliš nepomůže tím, když prozradí, že on vždy jen dělal, co se po něm chtělo a plnil direktivy, že továrna z roku 1913 se po třiceti letech jeho ředitelování fyzicky rozpadá, že mu nevadí dluhy v exportu a že on sám ohledně inovací nepřijme žádné rozhodnutí, pokud nedostane písemný příkaz úřední nebo stranický. Díl končí optimisticky: pod neschopným Havránkem se kýve židle, zlodějský skladník Kokeš je zatčen a divák zjistí, že Kolář nebyl zatčen, ale měl jednodenní dovolenou.
| Jan Počepický | příslušník SNB |
| Alexej Pyško  | kriminalista   |

### Mistři
(9. díl, scénář Gustav Oplustil, dramaturgie Halina Pawlowská, premiéra 27. 10. 1988)
Paralelně vedle sebe běží příběhy různých „mistrů“: Jiří Kolář jako výrobní mistr se na dílně pohádá s komisí BOZP a poté, co mu okolojdoucí ředitel Havránek sdělí, že „nikdo nemá svoje vedoucí místo předplacené“, dojde rozčileně oznámit předsedovi CZV KSČ Hodkovi, že skládá funkci mistra a raději se vrací „na mašinu“, kde bude mít klid. V téže době potom emeritní mistři řemeslníci (Jiřího otec František Kolář s kamarády Kalouskem a Šedou) rozjíždějí rekonstrukci Kolářových bytu, ale záhy se Kalouskovi povede prorazit olověnou stoupačku a tím pádem se voda valí nejen o patro níž k Bártlovým, ale i do přízemí do obchodu s léčivými rostlinami, kde znehodnoti část uskladněného býlí. Ačkoliv Marta má strach z možná agresivního souseda Bártla, ten to vezme sportovně a když se potká před domem s Jiřím, ještě vesele ukáže na trojici studentek vstupující do obchodu a vesele pronese: „A vono to mokro není marný. Stahujou se sem žáby.“
| Vratislav Kadlec | profesionální instalatér OPBH |

### Namlouvání
(10. díl, scénář Halina Pawlowská, dramaturgie Gustav Oplustil, premiéra 3. 11. 1988)
V Kolářových bytě běží naplno rekonstrukce, při které se děda František řízne a kamarád Šeda při pohledu na krev omdlí. Záchranářskou akci provede paní Nováková z Lerosu, Šeda se do ní zamiluje a protože se domnívá, že ho chce snacha dát do domova důchodců, požádá ji o ruku – je už ale pozdě, o několik dní ho předběhl botanolog Smutný a ve středu 3. 11. 1988 (poznámka: ve skutečnosti toto datum připadá na čtvrtek!) mají svatbu. Šeda se tedy obává nejhoršího, protože na ten den se chystá jeho domnělý „odsun“ autobusem do domova a snacha mu ráno nad kufrem vesele říká: „Ale tohle si tam neberte, voni vám tam daj něco erárního.“ a Šeda si to pro sebe komentuje: „Hmm, Franta měl pravdu, skoro jako v base.“ Opět se ale dočkáme happy-endu: snacha mu totiž nezařídila domov důchodců, ale účast ve filmovém komparsu, protože Šeda je náruživý fanoušek kinematografie a tak má večer o čem vyprávět vnučce před spaním. Zato svatební noc novomanželů se moc nedaří, pan Smutný ho totiž stráví nadšeným listováním v herbáři...
| Naďa Konvalinková | Jitka Šedová, snacha pana Šedy   |
| Veronika Křížová  | Verunka Šedová, vnučka pana Šedy |

### Rodičovské sdružení
(11. díl, scénář Halina Pawlowská, dramaturgie Gustav Oplustil, premiéra 10. 11. 1988)
Marta jela do Prahy zjistit pro svou práci cosi na nejmenovaném ministerstvu a s ní jel i šéfredaktor Dubické záře s. Háček, který se v Praze setkat s místním poslancem Federálního shromáždění. V parlamentním foyer se setká s kolegy novináři z ČST a nabídne jim, ať se v případě reportáže o Dubických strojírnách zastaví i u něj (jde o návaznost na slib předsedy vlády ČSSR Ladislava Adamce, že odměňování zaměstnanců podniků se stane pouze záležitostí podniku a stát jim do toho nebude mluvit).
Týž den večer se v Dubici konají schůzky SRPŠ, kterých se Jiří obává s tím, že zaplaťpámbu za to, že děti vyvádějí jen současné vylomeniny – protože on sám zamlada dělal horší věci. Marta tedy jde na schůzku do sedmé třídy k Honzovi a dokonce se stane předsedkyní třídního výboru, načež ji překvapí velmi dobré hodnocení Honzova prospěchu. Naopak Jiří je v Lenčině čtvrté třídě gymnázia zaskočen špatnými Lenčinými studijními výkony (neboť si mimo jiné čte při hodině pod lavicí Ovidia) a množícími se absencemi. Lenka je totiž platonicky zamilovaná a večer si ji u strýce Filipa chce otec srovnat (Jiří: „Lenčina maturita hoří! Přijímačky na vysokou hořej!“ – Honza: „No tak bodejť by ne, když se jí zapalujou lejtka.“), Jiří pak Filipa sice pochválí za Honzův zájem o historii, ale střetnou se spolu nad otázkou Lenčiny lásky ke spolužákovi (Filip: „… se domnívám, že víc jak 70 % dívek v Lenčině věku má dneska už svoje vlastní zkušenosti.“ – Jiří: „A to je podle tebe samozřejmě dobře.“ – Filip: „Já nevím, jestli je to dobře v osmnácti, ale bezpečně vím, že když o tom nic vědět nebude, je to špatně i v pětadvaceti.“) a Filip vysvětluje, že antická krásná literatura je pro duševní sexuální zasvěcení lepší než vyprávění spolužáků, o morálních naschválech nemluvě.
Náladu ale Jiřímu zlepší nechtěně vyslechnutý rozhovor Marty s Lenkou, ve kterém zjistí, že Lenka je zamilovaná do spolužáka právě proto, že je roztomilý a tím jí připomíná tátu. A divák nakonec zjistí, že Honza je ve skutečnosti stejně raubíř po otci a že Marta v Lenčině věku už s Jiřím chodila se vším všudy…
| Jiří Vaníček | sám za sebe – redaktor Televizních novin ČST |

### Školní besídka
(12. díl, scénář Jiří Bednář, dramaturgie Halina Pawlowská, premiéra 17. 11. 1988)
Dubické gymnázium připravuje u příležitosti VŘSR recitační besídku v tamním kině Čas a přítomní si stěžují na nevytopenou budovu, ze které jsou čím dál víc nastydlí. Topič odmítá topit („já si musím šetřit, kdyby přišly náhodou skutečný mrazy“), po sporu se studenty jde radši do hospody a vedoucí kina jim pomoc taky odmítá (vedoucí: „To víte, je to těžký, spíš seženete deset ředitelů než jednoho topiče, o uklízečce nemluvě. Tak co mám dělat?“ – učitelka: „Zatopit.“ – vedoucí: „Já?!? No to bych si přeci naprosto podkopal autoritu, soudružko!“) a snaží se to alibisticky zdůvodnit, že „Tady jde o celkový šetření, ne jenom o vytápění kina, tady jde o celkovou energetickou krizi a to přeci musíme chápat všichni. “ Nakonec sice slíbí, že „když už je to ta VŘSR“, tak na besídku teplo bude – ale slib stejně nesplní a diváci při besídce posmrkávají a pokašlávají v nevytopeném hledišti. Marta přitom ještě řeší Lenčinu pětku z češtiny, protože holka se nestíhá učit a přitom ji chce dotáhnout na novinářskou fakultu, tak jí domluví praxi u nich a spolu napíšou článek o studeném kině. Vedoucí kina si na něj přiletí stěžovat šéfredaktorovi: „Já si myslím, soudruhu šéfredaktore, že byste neměl připustit, aby se v novinách špinilo dobrý jméno našeho kolektivu!“ a šéfredaktor ho vyhodí: „Tak heleďte, vy kolektive, víte co všechno špiníte vy? Víte, ten článek se mírní ve výrazech, ale já vám to řeknu naprosto srozumitelně: Koukejte vypadnout!“
| Eva Jakoubková | organizátorka besídky         |
| Roman Skamene  | údržbář a topič kina Čas      |
| Jiří Lír       | s. Papírník, vedoucí kina Čas |

### Návštěvníci
(13. díl, scénář Halina Pawlowská, dramaturgie Gustav Oplustil, premiéra 24. 11. 1988)
Kvůli rekonstrukci bytu Honza s Lenkou již dva týdny bivakují u strýce Filipa v jeho staromládeneckém bytě. Honza předvede Filipovi, proč dostal ve škole poznámku: střelí flustrubkou Lenku do prsou, ta si jde do koupelny vyčistit tričko a když se naštvaně vrátí, jasně se jí pod mokrým tričkem rýsují prsa... a Honza jen lakonicky konstatuje: „Skoro každá se na to nachytala.“ Překvapený Filip se nezmůže na protest, ale čeká ho horší překvapení: na druhý den se totiž k němu pozvala oblíbenkyně Marcelka a nepokrytě se ho snaží svést, ale nikdo netuší, že krátce předtím přišel do bytu Honza se dvěma spolužáky obhlédnout torzo sochy Afrodité („Tak vidíš, že jsem nekecal, že je hezčí než Šámalová!“) a následně se museli ukrýt po bytě. Marcelku vyšokuje nejprve hýbající se župan v koupelně (kde je schovaný jeden kluk) a vzápětí hlavně přišedší Lenka, kterou považuje za Filipovu nezletilou milenku (Marcelka: „Rodiče o tom vědí? Chm, takovej zajíc!“). Takže Filip dostane od Marcelky vynadáno a kopačky, a nakonec se snaží utěšit nešťastně zamilovanou Lenku: „Ona první láska... druhá... třetí... čtvrtá, pátá... ona každá je krásná. A každá je nejkrásnější. A i když tomu nebudeš věřit, tak i ta nešťastná. Protože každá láska je vlastně zázrak.“
| Mahulena Bočanová | Marcelka, „objekt určený k demolici“ |

### Oslava
(14. díl, scénář Halina Pawlowská, dramaturgie Gustav Oplustil, premiéra 1. 12. 1988)
Marta organizuje oslavu sedmdesátin dědy Koláře a protože jí vychází ohromné množství hostí, chce zamluvit salonek v hotelu (Filip: „No to je výbornej nápad. Tam nás vokradou a budou nás vokřikovat, že hlučíme – a hlučet holt budeme, protože děda už moc neslyší. (…) Takže se na tu oslavu nacpeme všichni sem, vytvoříme si zde v tomto útulném prostředí pěkně srdečnou domácí atmosféru a zábava tu bude…“ Lenka: „… jak v márnici, pokud vím, věkovej průměr tu bude něco málo pod padesát let.“). Nakonec se u Kolářů v rekonstruovaném bytě sejde skutečně veliká společnost, již dědův kamarád Šeda s gustem filmuje, a velmi vítání jsou hlavně moravští rodiče Marty a Filipa i s jednatřiceti litry vína. Petr Vrána si vykoleduje od Lenky facku za nevhodné vyznání citů, ale Filip ho citáty klasické literatury pobídne, ať ve snaze nepolevuje. Nadšený z hromady návštěvníků je i Honza (Honza: „Dědo, kdyby ti to udělalo radost, já bych si taky vzal nějakou moravskou cérku.“ – Děda: „Co by si s ní dělal?“ – Honza: „No, tak bysme se odstěhovali do Slušovic.“ – Marta: „Ty, Honzíku, ty jsi trochu ož… piclej, ne?“). Na setkání se objeví i mladý muž, považovaný střídavě za ostravského synovce Dušana Gajdečku nebo ašského synovce Dušana Vomáčku. Je to však místní herec Hasman, který moderuje v těch dnech probíhající folklorní festival a přišel se omluvit gratulantce Lucii Gáblišové za to, že při moderování zapomněl název jejich souboru.
Zajímavost: Jiřího otec i Martina matka jsou oba Skopci, ale na přelom listopadu a prosince ve skutečnosti připadá znamení Střelce…

### Vyděrač
(15. díl, premiéra 8. 12. 1988)

### Přihláška na studia
(16. díl, scénář Jiří Bednář, dramaturgie Halina Pawlowská, premiéra 15. 12. 1988)
Marta chce mít z Lenky profesionální novinářku a zařídí jí praxi v Dubické záři, přestože Lenka neumí psát slohy a na novinařinu nechce. Šéfredaktor Háček to chápe, z něj pro změnu chtěl mít otec právníka. Lenka pak doma rychle uteče od večeře a zjistí, že podobný konflikt jako u ní probíhá i u spolužačky Martincové (tu pro změnu chtějí rodiče dostat na medicínu) a hledá radu u strýce Filipa, který se snaží mít doma klid na rande a doporučí jí zkusit studovat na práva (Filip: „Stejně si myslím, že bys na tu vysokou měla jít. Jak říkala tvoje babička a moje maminka, že jí titul chyběl nejvíc vždycky v lázních – to je samej inženýr, doktor, pane profesore, vydrbete mi záda?“), zvlášť když ho překvapí nečekaná návštěva bývalého spolužáka Kadlece, právníka holedbající se svými vztahy s děkanem fakulty. Lenka pak doma mluví o protekci na studia VŠ jako o samozřejmosti („A vy jste si nevšimli, že dneska se už neříká >Dostala se ta vaše holka na vysokou<, ale >Dostali jste ji na vysokou<?“) a s Filipem se to snaží u Kadlece zařídit. Dozví se však, že hlavně musí mít perfektní známky a výborně vykonat přijímačky – pak teprve se on za ni může přimluvit výměnou za Filipův kladný lektorský posudek Kadlecovy práce v latině a demižon vína navrch (Filip: „Není nic horšího, než hlupák, který má štěstí. To řekl Cicero. Já teď maně přemýšlím, kdo z nás je větší hlupák – jestli von...“ (míněno Kadlec) „... nebo já. “). Lenka však nakonec zjistí, že Kadlece na právnické fakultě nikdo nezná a Filip zase zjistí, že Kadlecova práce je slátanina, která mu teprve má pomoci se na katedru dostat. Lenčino pevné rozhodnutí jít i přesto na práva nakonec rodiče potěší.
| Jan Přeučil | Sváťa Kadlec, Filipův spolužák ze školy   |
| Filip Renč  | Standa Pilař, Lenčin kamarád, student PrF |

### Němá tvář
(17. díl, scénář Vít Špaňhel, dramaturgie Gustav Oplustil, premiéra 22. 12. 1988)
Dění v předvánočním týdnu se zaobírá komunální satirou, po které straničtí funkcionáři často volali (jak je znázorněno i ve filmu Nejistá sezóna) a popisuje nepoctivé praktiky prodejců kaprů (ve stylu připomínajícím povídku pánů Šimka&Krampola Jak jsem prodával kapry). Marta se snaží o důkladnou přípravu hezkých svátků, ale už dohoda redakčních kolegyň na tom, kdo upeče jaké cukroví, se zadrhne – v práci jsou jen dvě a obě udělaly vanilkové rohlíčky. Honza navíc marně shání vánoční stromek, živé jsou už přebrané a tak na radu prodavače jde do obchodu koupit umělý stromek. Doma se mu vysmějí, protože stromek připomíná spíš štětku na WC (otec: „A to ti nebylo divný, že to bylo bez fronty?“) a situaci zachrání soused Bártl, který má stromky dva a jeden jim velkoryse věnuje.
| Miroslav Středa  | prodejce vánočních kaprů   |
| Jiří Šašek       | vedoucí obchodu Masna      |
| Vlastimil Bedrna | prodavač vánočních stromků |

### Výhra v loterii
(18. díl, scénář: Luděk Nekuda & Halina Pawlowská, dramaturgie Halina Pawlowská, premiéra 29. 12. 1988)
Silvestrovský díl začíná svéráznou scénou u sousedů – divák až po chvíli zjistí, že Bártl není podnapilý násilník v cizím bytě, ale že hraje experimentální etudu se svou manželkou (slaví desáté výročí svatby), navíc ozvláštněnou citacemi ze soudobého tisku. Přitom se dozvědí, že na los Státní loterie č. R98766 vyhráli 100.000 Kčs – a ještě je ani nemají, ale už plánují, kolik peněz bude stát dovolená v Jugoslávii, oblečení, obuv či další věci. Bártlovou napadne, že by si mohli koupit chalupu, ale Bártlovi dojde, že pak „budou muset“ na chalupu týdně jezdit autobusem, shánět materiál a řemeslníky, a že se nakonec budou muset ve všem uskromnit, aby na ni vůbec měli, protože z jeho platu 2800 Kčs čistého to neutáhnou a tak se krásně pohádají... načež Bártl, aby zkrotil manželčinu počínající hysterii, raději los demonstrativně spálí. Samozřejmě ne ten výherní, ale to se prozradí až později.

### Přeřazení
(19. díl, scénář Ivan Bednář, dramaturgie Gustav Oplustil, premiéra 5. 1. 1989)
Hned první pracovní den po Novém roce Jiří poruší dvě svá předsevzetí: že se nebude přecpávat a že bude do práce chodit včas. Snaží se tedy dodržet aspoň to, že se nebude rozčilovat, a dokonce vzápětí v práci vydrží gratulovat řediteli Havránkovi k šedesátinám – ale už ten den večer se navzteká, když kvůli synově pohozené tašce v kuchyni zakopne s talířem polévky. Druhý den nepřímo obviní ředitele z pasivity a nezájmu o podnik. Závodní lékař mu při prohlídce naměří tlak 180/110, diagnostikuje neurastenii a doporučí lázně, ale namísto toho ředitel prohlásí, že Jiří už má těch minusů nějak moc a tak ho převede na místo nočního hlídače. Proti tomuto rozhodnutí se postaví závodní výbor KSČ a i Marta to hodlá zveřejnit v tisku, takže Havránek je nucen jednat na OV KSČ a tajemník Kučera mu jasně nabídne, aby už raději odešel do důchodu.
| Miro Grisa | závodní lékař |

### Lucii je dvacet let
(20. díl, premiéra 12. 1. 1989)

### Ministerská posila
(21. díl, scénář Ivan Bednář, dramaturgie Vít Špaňhel, premiéra 19. 1. 1989)
V podniku Dustroj nastupuje na nově zřízenou pozici „expert pro zkvalitňování řídící a organizátorské práce na závodě“ bývalý pracovník z ministerstva všeobecného strojírenství Josef Kovařík (ministerstvo dostalo úkol snížit administrativu o 30 %, Kovařík byl odejit jako první a protože dříve často kryl Havránkovy průšvihy, dostal místo v Dustroji za odměnu), ovšem už na první ředitelské poradě v novém roce kvůli němu vznikne konflikt. Jiný konflikt vyvolal Martin článek v Dubické záři, kde popisuje Jiřího příběh s ředitelem – aniž by konkretizovala osoby i podnik, Havránek se v tom pozná, článek označí za pamflet a volá po „mimořádných opatřeních“ v podobě ředitelské cenzury informací. Stranický tajemník Kučera ho ale rychle zpacifikuje. Na následném podnikovém aktivu Kovařík vysvětluje, že direktivní vedení národních podniků vedlo k falšování výsledků a že státní podniky tedy nově budou vést volené samosprávy, což Havránek nese nelibě, ale Kovařík ho uklidní, že on v nich určitě vyhraje. Problémy s přechodem na státní podnik jsou i jinde a Jiří potměšile vysvětluje Petrovi Vránovi pojem osobního ohodnocení: „Návrh podá mistr společně s vedoucím provozu. Pak se to projedná za účasti úsekovýho důvěrníka u náměstka. Schvalovat to bude partajní výbor, závodní výbor ROH a v závěrečný fázi snad i ředitel.“ – Petr: „A to je to slavný zjednodušení mzdový soustavy?.“ – Jiří: „To jsou prej porodní bolesti, víš?“ – Petr: „To se mi snad zdá. Tak to budeme muset bejt moc hodný a držet hubu, abysme dostali nějakou korunu navíc!“

### Chystáme se na ples
(22. díl, scénář Halina Pawlowská, dramaturgie Gustav Oplustil, premiéra 26. 1. 1989)
V redakci se snad všichni věnují jinému oboru než mají a podobný úkol dostane i Marta: místo regionálií má psát o módě a šéfredaktor Háček s despektujícím pohledem na její oděv podotkne, že se snad něco přiučí. Shodou okolností týž den přinese Filip tři vstupenky na VII. reprezentační ples Československé televize, jenž se koná v Paláci kultury 20. 1. 1989. Marta s Lenkou tedy rychle shánějí něco pěkného na sebe a několik minut děje věnují kritice vnitřního trhu ČSSR, kde nejsou kvalitní věci k dostání a vše, co za něco stojí, je „z venku“. Podpultovým způsobem Marta nakonec novou róbu sežene, zato Jiří jde na ples v dokonale padnoucím obleku se zvonovými kalhoty a s velkým motýlem ze 70. let. Televizního plesu si však moc neužijí, Marta dlouze bloudí v labyrintu chodeb Pakulu a když se konečně vynoří, má na otázku „kde jsi byla“ jedinou odpověď: „Na to se mě teď neptejte, odpovím jadrně až doma!“ Jiřího aspoň zatím mohla svou přítomností oblažovat Miluška, tajemnice CZV KSČ z Dustroje. Ale věc má pozitivum: Martu šéfredaktor pochválí, jak z jediného plesu dokázala vytěžit obsáhlý článek s tématy módy, kultury i služeb.

### Meze
(23. díl, premiéra 2. 2. 1989)

### Činže
(24. díl, scénář Vít Špaňhel, dramaturgie Gustav Oplustil, premiéra 9. 2. 1989)
Z pohledu roku 2012 řeší Kolářovi úsměvnou výši účtů: inkaso 1430 Kčs, z toho telefon 172 Kčs (údajně protelefonováno Lenkou). Martě nechtějí proplatit honorář za včas odevzdanou práci, protože v redakci „už překročili limit“, a následná Jiřího věta je univerzálně platná i po letech: „Když ti organizace z nějakýho důvodu nepošle honorář, na kterej máš nárok, hned, je to v pořádku, to se nic neděje. Ale běda, když se zpozdíš se zaplacením nájemnýho nebo inkasa – tak seš v tu ránu neplatič. Nepřítel společnosti!“
Den poté se v redakci objeví ředitel bytového podniku s požadavkem zveřejnit v Dubické záři seznam nájemníků, na které podnik podal obžalobu kvůli tomu, že mu dluží více než 1/2 roku nájemné: „Tihle lidé si zaslouží nejenom rozsudek, ale i kritiku veřejnosti (...) jinak těch lidí bude přibývat, já už vážně nevím, jak z nich těch 720 tisíc dostat“. Marta se šéfredaktorem to chtějí řešit formou rozhovorů s neplatiči, které se stanou seriálem sloupků na třetí straně zpravodaje – a Jiří doma večer tento její nápad cupuje: „Tenhle tvůj nápad celá rodina odskáče: uvědom si, že ty lidi maj v Dubici svoje postavení!“
Problémy začínají vzápětí: seznam neplatičů si totiž přečte Lenka a vyzradí spolužačce Martincové, že na něm jsou i oni. Otec Martinec nelení a běží do redakce nejprve seřvat šéfredaktora, jednak to odůvodnit: neplatí nájem už sedmý měsíc právě proto, že bytový podnik už osmý měsíc ignoruje problémy a doporučené stížnosti nájemníků. Bytový podnik uznává závady na bytech, ale havarijních výměrů má již na tři desítky, nemají ani volné byty jen proto, že všichni dodavatelé oprav jsou v druhotné dodavatelské neschopnosti, od stavbařů přes výtaháře po kotelnu... Martinec podává žalobu na bytový podnik, který tedy svou žalobu raději stahuje a se zpětnou platností mu snižuje nájemné po dobu snížené kvality bydlení o 35 Kčs měsíčně. Martinec si aspoň uleví moudrostí od svého otce: „Neschopnost osazenstva podniku odpovídá neschopnosti jeho vedení.“
Karta se tedy obrací proti bytovému podniku. Zpráva o plánu zveřejnit neplatiče sice letí bleskem po celém městě, stejně jako kopie onoho seznamu, kterou ve škole dostali Honzík i Lenka a o kterou se zajímá i Veřejná bezpečnost (přičemž pro redakci je štěstím, že jejich kopie seznamu je zapečetěna v trezoru). Věc má dobrý konec: bytový podnik stáhl skoro všechny žaloby. Ne proto, že by se bál problémů jako u Martincových, ale proto, že většina dlužníků zaplatila... A Marta potom píše reportáž ne o dlužnících, ale o neschopnosti podnikového ředitele, jenž sám zastává názor, že „veřejná ostuda je nejlepší prostředek k nápravě“.
| Bořivoj Navrátil | Ing. Jaroslav Dlouhý, ředitel Městského bytového podniku |

### Svetr z Itálie
(25. díl, premiéra 16. 2. 1989)

### Diář
(26. díl, scénář Alexandr Lukeš, dramaturgie Halina Pawlowská, premiéra 23. 2. 1989)
Děda Kolář se s kamarády pobavil v Klubu důchodců, kde senilní ráčkující psycholog přednášel o „gerontoaktivační stimulaci“ pro zdravý životní styl a pletl v to témata předškolního věku. Takže důchodci si natruc sednou s pivem na čerstvý vzduch na dětské hřiště. Dědové Kolář a Šedou se pak v hospodě nechají vedoucím kina Papírníkem marně přemlouvat, aby dělali uvaděče za 800 Kčs čistého měsíčně. Zato Kalousek při své příští sólo pochůzce najde na lavičce u hřiště čísi zapomenutý diář a jelikož v něm je stokoruna, začne na vlastní pěst pátrat po možném majiteli podle zápisků - je nucen utrácet v hotelu II. cenové skupiny či jet do Prahy, na majitele je čím dál naštvanější a nakonec ho vypátrá, ale nakonec se svěří kamarádům, že onoho referenta vlastně lituje, protože na rozdíl od nich nemá žádný soukromý život...
| Vladimír Krška   | přednášející na schůzi Klubu důchodců |
| Lorna Vančurová  | matka na dětském hřišti               |
| Věra Kubánková   | Božena Kalousková                     |
| Vlastimil Zavřel | číšník v hotelu* Atlantic             |
| Zuzana Skalická  | recepční v hotelu* Atlantic           |
| Michal Kocourek  | zapomnětlivý náměstek ředitele        |

### Zimní rekreace
(27. díl, scénář Vít Špaňhel, dramaturgie Gustav Oplustil, premiéra 2. 3. 1989)
Hned v úvodu jsme svědky toho, jak se sekretářka předsedy CZV Olinka snaží svádět Jiřího, který se chystá jet s rodinou na týdenní rekreaci na horách – ten jí aspoň slíbí, že se mu tam bude po ní stýskat. Rodina zatím doma balí, Honza mentoruje Lenku a ta se blýskne postřehem, že dneska už lidi nejezdí na hory za sportem, ale vytahovat se... A z Marty vyleze, že na nátlak ROH se stala vedoucí rekreačního turnusu.
Po příjezdu na místo začínají problémy: není sníh, přepracovaný vedoucí rekreační chaty nestíhá a nepřijel pro ně včas k autobusu, takže v turnusu se ozývají nespokojenci, mezi kterými vyniká zejména puntičkářský inženýr Ostrý odvolávající se stále na to, že něco není „podle instrukcí“ a Kolářovi jsou na něj od počátku alergičtí (Honza: „Bez ohledu na to, co zlého se přihodí, se vždycky najde někdo, kdo to předpovídal.“ – Jiří: „Joj, to je postřeh. Strejda Filip by to neřekl líp.“). Musejí tedy jít na chatu pěšky, Ostrý zavede výpravu na neprohrnutou cestu, ale nebrání mu to v dalším znepříjemňování života ostatním.
Problémy pokračují i po příchodu na chatu, kterou Marta popsala jako „skladiště odepsaného nábytku“ a utahaný vedoucí se omlouvá, protože podnik mu vloni propustil dva zaměstnance a s manželkou jsou sami na veškeré ubytování, vaření, servírování a uklízení, podnik odmítá poslat i jen údržbáře. Jiří mu jde aspoň pomoci skládat třicet metráků koksu (nechce se mu na sjezdovku na padesát let starých lyžích) a správce mu při skládání prozradí, že jsou jejich posledním turnusem, protože si berou do pronájmu hospodu ve vsi a rádi opouštějí chatu, kde navíc musejí čelit anonymním udáním...
| Ladislav Mrkvička | David Sejček, správce rekreačního střediska Protěž |
| Miroslava Hozová  | paní Sejčková, manželka správce                    |
| Ladislav Potměšil | rekreant Ing. Ostrý                                |
| Věra Bublíková    | rekreantka se vnučkou                              |
| Bedřich Prokoš    | pan Malina, horský starousedlík                    |

### Slavíme MDŽ
(28. díl, scénář Halina Pawlowská, dramaturgie Vít Špaňhel, premiéra 9. 3. 1989)
Díl o období oslav MDŽ jasně ukazuje, že oslavují především muži a že ženy se na to musí připravit o to víc – například Marta v rámci redakční „gastronomické soutěže“ upekla kachnu po staročesku, na které si pochutnala hlavně mužská část redakce, a ještě čelí uštěpačným poznámkám čerstvě rozvedené kolegyně Janě Pařízkové, která vloni šla do soutěže s krůtí paštikou, zatímco jí manžel vesele zahýbal. Ani doma pak Martu moc nepotěší: Honza jí daroval kopačky pro sebe, aby je už nemusela shánět, a Lenka přinesla fíkus s dovětkem „... a když se o něj budeš dobře starat, tak nám vyroste až ke stropu“.
V jídelně podniku Dustroj probíhá také oslava MDŽ s vystoupením Petry Černocké, přičemž je předvedena i uniformita podnikových oslav a ředitelských proslovů (Černocká: „Já už jsem tenhle týden absolvovala čtrnáct vystoupení k MDŽ. Klidně bych vám mohla říct, co bude následovat.“ – Vrána: „Co?“ – Černocká: „Teď bude optimistický projev ředitele podniku.“ Ředitel Havránek, který se právě zvedá k mikrofonu, po ní jen sekne pohledem a jde děkovat všem manželkám, matkám, babičkám a milenkám. Černocká: „No a teď se začnou pomaličku zvedat všechny ty matky a manželky, aby ještě stihly udělat večeři, a tančit budou hlavně ty svobodné, rozvedené a muži.“).
Jiří se právě na MDŽ málem dopustil nevěry: až moc se věnoval Olince, dokonce ji doprovodil domů a tam se zdržel až do 22. hodiny – a praskne to na něj, protože se telefonicky vymluvil na „něco“ s kolegou Vránou, jenže ten právě jako jediný přišel ke Kolářovým domů s kyticí pro Martu a té je tedy okamžitě ta Jiřího domácí absence jasná. Chce to řešit s Janou (která doporučuje Jiřího zkonfrontovat a vykopnout) i Filipem (který jí doporučuje zachovat rozvahu, problém řešit se ctí a v zájmu všech zbytečně nezvyšovat rozvodovost). Jiří se na chodbě domu potká s odcházejícím Vránou, který mu vynadá (Vrána: „Já jsem si tam připadal jako blbec. Hele, kdybys mi aspoň něco řek!“ - Jiří: „Ale co, nic nebylo, k ničemu nedošlo, čestný moje slovo!“ - Vrána: „No tak to seš blbej nadvakrát. Máš průser a ještě zbytečně. Nazdar.“), a doma mu je doporučeno, aby radši mlčel.
A všechny ty katastrofy pro Martu v práci dorazí šéfredaktor Háček: „Stejně je to strašně nespravedlivý, Marto. Vy si užíváte, a my? Už je načase, aby byl vyhlášenej i Mezinárodní den mužů.“

### Správná motivace
(29. díl, scénář Jiří Bednář, dramaturgie Halina Pawlowská, premiéra 23. 3. 1989)
Marta, jako předsedkyně výboru SRPŠ v Honzově třídě, navrhne při příležitosti blížícího se Dne učitelů, aby se složili na kytici jako symbolickém poděkování třídní učitelce. Ostatní to okamžitě zavrhnou se slovy, že „proč hned dávat prezenty učitelce, pro kterou je snad povinností něco dělat pro děti, protože má určitě větší plat než ostatní a kytek si určitě užije na konci roku“... Marta pak v práci filozofuje o tom, jak kantor býval autoritou a dnes je spíš úředníkem, na kterého každý nadává. A doma se řeší Honzův silně zhoršený prospěch – hoch je nešťastně zamilovaný, nemyslí na učení, a snaží se žádat o radu u strýce Filipa. Dozví se o slově motivace a doma se to snaží zaonačit tak, že by pro něj bylo motivací, kdyby za dobré známky dostával peníze. Rozbil totiž ve škole obraz a řízením osudu se mu nakonec, právě díky tomu incidentu, povede mít rande se spolužačkou Ivanou, která se mu líbí...
| René Gabzdyl | rodič na schůzi SRPŠ |
| Věra Vlčková | rodič na schůzi SRPŠ |

### Aprílový žertík
(30. díl, scénář Gustav Oplustil, dramaturgie Vít Špaňhel, premiéra 30. 3. 1989)
Martu v práci nejprve šéfredaktor vyvede předčasným aprílem, načež jí dá vážný úkol: sepsat něco humorného pro aprílové vydání zpravodaje. Tu sice nic nenapadá, ale když koncem týdne jede rodina na návštěvu za dědou „nadýchat se čerstvého vzduchu“ do důlní oblasti, stanou se svědky aprílového sázkařského žertu, Marta má hned námět na článek a ještě si pak dokáže vystřelit ze šéfredaktora.
| Václav Helšus | sázkař a žertéř Lojza Kremlík |
| Karel Hovorka | holič Čumpelík                |

### Slavná rodačka
(scénář Jiří Bednář, dramaturgie Gustav Oplustil)
Na gymnáziu se připravují písemné maturitní zkoušky – takže třídní profesorka upozorňuje studenty, že témata pro eseje budou (stejně jako v roce 1988) připravovat přímo jednotlivé školy a jejich předmětové komise, takže studenti by neměli zapomínat na výročí nebo na regionální témata. Přesná témata samozřejmě nikdo neví, a tak si kromě studentů lámou hlavy zejména jejich rodiče: budou v zadání spíš osobnosti jako Charles Darwin (180 let od narození), Jiří Wolker (65 let od úmrtí), František Ladislav Čelakovský (190 let od narození) či Karel Václav Rais (140 let od narození)? Nebo spíš politická témata, jako první pětiletka (40 let), Druhá internacionála (100 let) či aktuální mírová politika Sovětského svazu? Nebo historie, jako Bitva u Lipan (555 let), Dobytí Bastilly (200 let), vyhlášení I. světové války (75 let) či okupace Československa (50 let), případně Slovenské národní povstání (45 let)? Nebo nakonec kultura, tj. třeba Bedřich Smetana (165 let od narození a 105 let od úmrtí) nebo Karel Gott a jeho padesátiny? Jejich děti to přeci bez pomoci rodičů nezvládnou! A tak po nocích spisují referáty na tato témata...
Lence i spolužákovi Pavlovi však rodičovská aktivita spíš vadí a oběma vrtá hlavou zmínka o regionáliích: Lenka tedy vytáhne zápisek o dekadentní básnířce Lunavě Rajské (narozena v Dubici 3. 10. 1909), uměleckým pseudonymem Lunava Cavallo. Jenže ani strýc knihovník Filip žádnou knihu, natož jakési „Sebrané spisy“, od této autorky v rejstříku své či cizích knihoven nenalezl. Nalezl však lidskou stopu: v domově důchodců objevil Lunavinu první lásku, pana Málka, jenž má údajně její básnickou sbírku. Výsledek je ale rozpačitý: ona láska se jmenovala Anna Pecková a „Toníčkovi“ sice při dávném rozloučení věnovala básně, ale ve skutečnosti to byl jenom přepsaný Splav od Fráni Šrámka. Když se to snaží panu Málkovi vysvětlit, dozví se v jeho rozhořčení, že Lunava Rajská byla nafoukaná holka, která ony „sebrané spisy“ sebrala ze všemožných památníků – a vydal jí je její otec, jsa majitelem tiskárny, přičemž všichni emigrovali hned po II. světové válce.
Lenka tedy nakonec nevyužije ani jeden z předpracovaných referátů. Vybere si totiž onoho Fráňu Šrámka...
| Jaroslav Satoranský | otec Lenčiny spolužačky Moniky |
| Růžena Merunková    | další rodič                    |
| Jana Jiskrová       | další rodič                    |
| Vladimír Hlavatý    | Antonín Málek, poštmistr v.v.  |

### Černý Petr
(scénář Martin Švehla, dramaturgie Gustav Oplustil)
Na celopodnikovém aktivu v Dustroji se řešil spor ředitele Havránka s předsedou CZV KSČ Hodkem ohledně reklamací, uměle sníženého plánu a nadcházející kontroly, což vyústilo i v dopis samotného ministra strojírenství Františka Oldřicha vytýkající dlouhodobou závadovost a zavádějící kontrolní režim Výboru lidové kontroly nad podnikem. Havránek v tom vidí jen podraz od zákazníka (Polabských strojíren) těsně před volbami ředitele a chce si to s nimi rozdat „na partajní půdě“ – protože nechápe, že by bylo záhodno zvýšit jakost expedovaných výrobků aspoň tím, že by se odstranily pohledové vady na nakupovaných odlitcích… A stranický tajemník se za něj odmítne postavit, dokud podnik vyrábí šmejdy: „Kdo vyvede Dustroj z kontrolního režimu, ten vyhraje volby!“ Do toho přijde zjištění vysloužilého ekonoma s. Voborníka, že Dustroj v zásobách vykazuje 150 milionů, z toho má ale v rozpracované výrobě umrtvených 80 milionů Kčs, což při tisíci zaměstnanců činí jakoby hodnotu nového Favorita u každého z nich. Marta o tom napíše fejeton a šéfredaktor Háček ji nejen pochválí, ale dokonce ji vyšle jako reportérku kontrolního režimu v Dustroji.
Kolářovi doma řešili přízemnější věci: rozbitou záchodovou mísu, na kterou Martě spadla lahev s okurkami. Přivolaný instalatér nečekaně odmítl spropitné, vyúčtoval 148 Kčs za mísu + 25 Kčs za půlhodinovou práci a prohlásil, že od příštího čtvrtletí jde na volnou nohu a jako soukromník si tedy musí pěstovat klientelu...
| Rudolf Hrušínský mladší | instalatér Kasík                   |
| František Hanus         | s. Voborník, bankovní úředník v.v. |

### Případ pro psa
(33. díl, scénář Vít Špaňhel, dramaturgie Gustav Oplustil, premiéra 13. 4. 1989)
Děda Kolář odjíždí s kamarády penzisty do Ostravy a tak nechává u syna s rodinou na tři dny přespat svého „kamaráda“ – voříška Broka, který s nimi autobusem jet nemůže, „protože není v odborech“. Rodina si psa zamiluje (i když Jiří mu v opilosti snědl žrádlo a Lence vynadala sousedka za Brokovo hovínko na chodníku), všichni domů snášejí psí jídlo, Honza dokonce utratí ve Zverimexu několik set korun za samonavíjecí vodítko, obojek, žvýkací kosti, vitamínové suchary a spoustu dalších drobností. Brok pak ale Jiřímu v pátek uteče při venčení – v sobotu se sice sám vrátí, ale mezitím už Lenka sehnala velkého knírače, Jiří jezevčíka a Honza kocoura (což odskáče pobytem na pohotovosti a protože se neví, kdo z těch čtyř zvířat vlastně Honzu pokousal, musí se ještě provádět testy na vzteklinu), takže v pondělí knírače i jezevčíka vracejí… Jen kocoura se děda rozhodne vzít si s sebou domů.
| Ema Skálová     | chodkyně              |
| Roman Hájek     | prodavač ve Zverimexu |
| Miroslav Krejča | zvěrolékař            |

### Talent
(34. díl, scénář Pavel Hanuš, dramaturgie Gustav Oplustil, premiéra 20. 4. 1989, ale zjevně jde o díl natočený do zásoby a doplněný aktuálně dotočenou poslední scénou – původně byla epizoda plánována na 23. 2. 1989)
Jiří se doma svěřil Martě, že s jejím kolegou Hrdličkou viděli Honzu hrát kopanou s kamarády a že ten si počínal tak šikovně, že by mohl začít trénovat, takže ho chce přihlásit do sportovního klubu, což podporuje i strýc Filip. Nadšení je vzápětí zmraženo: jednatel tělovýchovy ho přijmout nechce, protože Honzovi je už 13 let a má brýle, přitom TJ má na tři fotbalové kluby má jen jedno škvárové hřiště a jednoho neplaceného trenéra. Děda Kolář ho sice zná osobně, ale dozví se jen překážky: na počet členů klubu je norma, kvůli Honzovi by musel někdo jiný odejít a muselo by to schvalovat představenstvo klubu. Otec Kolář pohoří na hokeji ze stejných důvodů – moc klubů na jednu ledovou plochu a plné stavy. Nejvíc šokován je strýc Filip, který zkusí Honzu přihlásit na soukromé hodiny tenisu a dozví se, že jedna stojí 20 západoněmeckých marek nebo ekvivalent v tuzexových bonech…
Marta nakonec napíše smutný fejeton o tom, že současným dětem se nabízejí jen drahé sportovní kluby, snažící se připravit profesionální hráče, ale sport pro radost nikdo nepodporuje a takto zklamaným „bývalým talentům“ už často zbude jen místo na tribuně s pivem a cigaretou. A Hrdlička to uzavře tím, že „sport mladý lidi učí nejen vyhrávat, ale i prohrávat.“
| Otto Šimánek     | holič Pavlíček, jednatel Tělovýchovné jednoty |
| Jan Faltýnek     | fotbalový trenér Hamr                         |
| Ladislav Županič | hokejový trenér                               |
| Michal Pešek     | tenisový trenér                               |

### Na účet úřadu
(scénář Gustav Oplustil, dramaturgie Vít Špaňhel)
Marta dostala nový úkol: zaměřit svoje fejetony na morálku lidí, v čemž jí má pomoci i stoh dopisů od čtenářů. A shodou okolností se ten den její kolegyně fotografka Jana Pařízková nechtěně ocitne inkognito na oslavě šedesátin ředitele dubické textilky Krotex, kde se schází místní „honorace“ – a kde je vidět už od vrcholu společnosti prohnilá morálka založená na známostech a vzájemných „službičkách“ potentátů, šmelinářů, úředníků a dalších. O třídenní soukromé oslavě, placené ovšem z reprefondu podniku, nemluvě. Jana tak má díky náhodě bohatý materiál na Martinu reportáž pod názvem „Z cizího krev neteče“.
| Josef Bláha    | s. Josef Kudrnáč, oslavenec-ředitel textilky Krotex |
| David Vejražka | Standa, Kudrnáčův tajemník                          |
| Jiří Knot      | kapelník kutálky                                    |
| Jiří Šašek     | s. Kodejška, vedoucí Masny                          |
| Václav Knop    | fotograf na ředitelské oslavě                       |

### Den dětí
(40. díl, scénář Vít Špaňhel, dramaturgie Halina Pawlowská, premiéra 1. 6. 1989)
Poslední květnový den se Marta účastní v 7. třídě ZŠ schůzky SRPŠ ohledně volby dalšího studia žáků. Vynikne při ní zejména otec Hampl s poznámkou, že „... ti přesně vědí, kolik jejich škola musí dodat kominíků, natěračů, zedníků, vojáků z povolání...“ a následně dokáže třídní učitelce její nedůvěryhodnost: jejich Vlastíkovi totiž odmítla přijmout nasušené byliny pro údajnou nekvalitu, leč Hampl je den předtím koupil v LEROSu jako I. jakost.
Jak Jiřímu s úšklebkem sdělil Petr Vrána, na den dětí se chystá exkurze ZŠ Dubice do Dustroje (Vrána: „Naše ROH si udělá čárku za akci s mládeží a škola ušetří za dopravu do Technickýho muzea.“ – Kolář: „Počkej, tomu nerozumím. Jaký technický muzeum?“ – Vrána: „Ono to vyjde nastejno – maj jezdit do Prahy, nebo si ty křápy můžou prohlídnout tady u nás, a ještě v pohybu? No neříkej, že nemám pravdu, vždyť na těch mašinách trhali rekordy už naši tátové za dvouletky!“) Pozve přitom Jiřího na večerní seminář Vědecko-technické společnosti, leč ten se hodlá raději sejít s Olinkou, která ho již delší dobu uhání. Ovšem jakmile večer zjistí, že její syn má právě příušnice, ani nejde dovnitř a prchne raději na onen seminář. V rozjaření se polije červeným vínem, přítomný chemik Borek z VŠCHT mu kalhoty beze zbytku vyčistí.
Souběžně s tím to „roztáčejí“ i Honza Kolář s Romanem Bártlem: svými uštěpačnými poznámkami vyštvou otce Bártla od domácího počítače, kde se snaží už dva měsíce „vědecky“ vést domácnost (ignoruje však spotřebitelská balení potravin), a sami se tam pustí do programu, jenž z rodičovských příjmů a výdajů dokáže vypočítat rodinnou rozpočtovou bilanci. Divák se přitom dozví, že Bártlovi mají čistý měsíční příjem 5500 Kčs (Románek to bystře spočítal z toho, že jejich známky ROH činí 55 Kčs, což při 1 % z platu znamená...).
Druhý den se při exkurzi zvídavý Honzík zeptá Jouzy na počítače, ten ho popadne a strčí do mzdové účtárny mezi tři zarputilé ženské s psacími stroji: „Tohle je naše mozkové a počítačové centrum!“ Honza pak doma počítá, že Kolářovi mají příjem 5800 Kčs (Marta tvrdí, že bere 2500 Kčs měsíčně a o Jiřím zjistil Honza v účtárně, že jeho plat mistra činí 3300 Kčs). Když to chce dát do počítače, dozví se, že včerejší výsledek účetnictví rozčílil paní Bártlovou natolik, že odnesla počítač do bazaru s prodejní cenou 12.000 Kčs.
Korunu všem excesům nasadí doma Marta, když – neznajíc večerní extempore ve vinárně – se na Jiřího oboří s podezřením na nemravnost: „Jak to, že tvoje kalhoty od obleku jsou úplně čistý, a že spodky máš od červenýho vína?“ Holt Jiří má vždy průšvih na jakýkoliv Den něčeho...
| Jan Teplý     | ředitel ZŠ                                               |
| Karel Urbánek | doc. Jaroslav Borek, výzkumný a vývojový pracovník VŠCHT |

### Svatý týden
(scénář Jiří Bednář, dramaturgie Halina Pawlowská)
Během předmaturitního týdne dostane Lenka od spolužačky Markéty skvělou nabídku: desetidenní zájezd do Jugoslávie s CKM za 3500 Kčs (tj. za polovinu oproti Čedoku) s každodenní diskotékou přímo v hotelu – ale otec jí to je ochoten zaplatit leda za dobrou maturitu, přijetí na vysokou a až za rok... Takže Lenka se obává, zda přijímačky vůbec zvládne. Vyvine se to však lépe než čekala: ty peníze na zájezd jí nezávisle na sobě věnují strýc Filip („šetřím si to na pohřeb, ale teď se mi do penálu nechce“), matka („to jsem tajně ušetřila z honorářů“) i otec („bral jsem mimořádné prémie“) a navzdory všem obavám odmaturuje s vyznamenáním, protože dosud přísná třídní profesorka ji nenechá na holičkách.
Jedinou skvrnou příběhu tedy zůstává to, že Honza s kamarády Jiřičkou a Čadou ve škole tajně kouří na záchodě. V tomto ohledu si Honza bere příklad z kamaráda Míši – ovšem když ten se rozhodne kvůli kampani Šance pro tři milióny kouření nechat, tak v tom se už po něm Honza opičit nechce.
| Nina Divíšková | předsedkyně maturitní komise |

### Odvolání
(scénář Jiří Bednář, dramaturgie Halina Pawlowská)
Lenka by se možná měla připravovat na zájezd do Jugoslávie, ale v pomaturitní euforii je v klidu: jídlo má přece zaplacené, kapesné dostane, do jedné kapsy si dá mýdlo a kartáček na zuby, do druhé plavky a je sbalená... Z pohody ji vytrhne dopis: nebyla přijata na práva „pro velký počet uchazečů“ a při tomto prvním svém větším maléru v životě okamžitě zahořkne na celý svět: odmítne napsal odvolání proti nepřijetí, odmítne se přihlásit i později, začne se vyhýbat i svému Pavlovi a ani se jí nechce jet na ten zájezd (Markéta: „Hele, čeká nás krásnej život. Deset dní na pláži s mladejma klukama. Vrátíme se opálený, zhublý a se zážitkama.“ - Lenka: „No právě. Vrátíme se, ty půjdeš na medicínu, Pavel na farmacii, Robert na strojárnu, a já?“ – Markéta: „Ty si budeš užívat dospělýho života.“)
S maturitním vysvědčením v kapse se přihlásí jako uklízečka v Dubické záři a dalším traumatem pro ni je, že vlastní matka si jí v práci všimne až čtvrtý den. Vzápětí ji naštve článek „Protekce na vysokých školách?“, jehož obsah o způsobu zajištění objektivity při přijímačkách označí za lež právě s ohledem na svou zkušenost s nepřijetím na školu i přes zvládnuté zkoušky; ve vzteku pak málem napadne i autora článku. Týž den však přijde dopis z fakulty, že rektor odvolání (které ovšem tajně napsala Marta, ne Lenka) vyhověl a na studia ji přijímá.
A jak to bývá, plusy a minusy se střídají: v sobotu ráno u autobusu se Markéta s Lenkou dozvědí, že v Jugoslávii se bude jíst 3× denně v přeplněné samoobsluze na žetony, a že v zájezdu „mladých“ jsou nejmladší ony dvě, ostatní účastníci zájezdu jsou spíš ve věku předdůchodovém, jeden z nich se označí i za „bejvalýho svazáka“.
| Zuzana Skalická | vedoucí zájezdu CKM |

Poznámka: oním „bejvalým svazákem“ v závěrečné scéně u autobusu je Ivan Bednář, jeden ze scenáristů tohoto seriálu.

### Vlastní branka
(scénář Martin Švehla, dramaturgie Gustav Oplustil)
Při přebírání výplatních sáčků ve mzdové účtárně všichni přítomní brblají nad nižší než očekávanou mzdou – na Mráčkův pokyn totiž nejsou mnohé přesčasy uznány jako přesčasy, ale jako neplacená oprava zmetků (například Záruba musel svoje dílo přebrušovat po dvě soboty). Ostatně kvůli zavedenému kontrolnímu režimu nemá v Dustroji prémie ani nikdo z ředitelství, ani z mistrů (což na chybějící pětistovce pocítil Jiří Kolář, právě znovu ustavený do funkce mistra). A nezávisle na vydírání ředitele Havránka obchodním náměstkem z dodavatelského podniku Novosvit (pokud bude Dustroj trvat na reklamaci odlitků, tak Novosvit mu buď na II. pololetí nepotvrdí dodávky, anebo naschvál dodá celoroční bilanci najednou) už Mráček shání dodavatele kvalitnějších odlitků. Například v Polsku, NDR i Sovětském svazu
Do toho se do Dustroje vypraví štáb Československé televize natočit reportáž o vyrovnávání se podniku s kontrolním režimem, kterou zaměřili na problémy s vyráběnými čerpadly (vibrují a zadírají se jim ložiska): v průběhu natáčení totiž vyjdou najevo problémy v technologických a kontrolních postupech, které dosud nikdo nebyl ochoten řešit. Kovařík sice obviní reportéry z tendenčnosti a zobrazování jen špatných věcí, ale i sám Havránek ho okřikne: „Nech toho, prosím tě, vždyť vidíš, že je to všecko úplně jinak! Slyšel jsi to, takhle mluvěj naše lidi, to jsou naši dělníci, naši řemeslníci. Ty bramborové kopou do vlastní brány. A vůbec jim to nevadí.“
Večerní Televizní noviny potom rozčeří stojaté vody, Dubická záře hodlá udělat nové reportáže pokud možno nestranně vůči Havránkovi i Mráčkovi, ovšem mezi těmi dvěma hoří spor: poté, co v televizi Mráček pohaněl kvalitu odlitků, totiž Novosvit zcela určitě odmítne dál dodávat. Shodou okolností však právě v tu dobu dodá polská huť vzorek odlitku s tím, že sériové dodávky můžu začít příští měsíc.
| Jan Pohan        | obchodní náměstek podniku Novosvit |
| Pavel Soukup     | šéfkonstruktér Dustroje            |
| Václav Bouška    | šéftechnolog Dustroje              |
| Ivan Richter     | člen Závodní stráže Dustroje       |
| Pavel Dumbrovský | sám za sebe – redaktor ČST         |

### Volby
(scénář Ivan Bednář & Alois Joneš, dramaturgie Gustav Oplustil)
Na poradě vrcholového vedení Dustroje podává ekonomický náměstek zprávu o tom, že díky Mráčkovým zásahům do výroby roste kvalita, ale že nadnormativně narostly zásoby: na přímý Havránkův příkaz totiž podnik přijal zakoupil najednou roční zásobu materiálu, ačkoliv dosud je bral průběžně. Kovařík to navrhne vyřešit účetně: část materiálu prodat zpět dodavateli a v příštím pololetí koupit zpět… V podniku se pak koná předvolební mítink, kde se představují kandidáti na nového ředitele: dosavadní ředitel Havránek (pro kterého agituje Jouza, s Kovaříkem v pozadí), rázný výrobní náměstek Mráček (který zabodoval v kontrolním režimu) a „do počtu“ ředitel odštěpného závodu Gerhart (oblíbený za bezproblémový chod svěřeného závodu a dobré výdělky), který má problém: jeho lidé ho totiž volit nebudou, protože ho nebudou chtít pustit z Litošic. Svou kandidaturu vzdá poté, co Kolář odhalí účetní trik se skladovými zásobami a požádá o jejich revizi.

### Parcelace
(scénář Alois Joneš & Martin Švehla, dramaturgie Vít Špaňhel)
Volbu nového podnikového ředitele v Dustroji vyhrál racionální výrobní náměstek Ing. Mráček, díky kterému se podnik změnil natolik, že Výbor lidové kontroly při nové prověrce konstatuje splnění všech 78 nutných zlepšení a už po půl roce navrhuje zrušit kontrolní režim. Je ale nutno najít nového výrobního náměstka – Mráček navrhuje jistého Ing. Okrouhlického, předseda CZV KSČ Hodek namítne, že ten není ve straně, a litošický závodní ředitel Gerhart okamžitě reaguje: „No a co? To snad vadí?“ Gerharta pak překvapí, že jeho samotného také navrhují jako náměstka.
On má totiž jiné plány: chce z litošického závodu udělat samostatný státní podnik, protože do mateřského závodu směřuje jen 30 % jeho produkce, nákup i odbyt si chtějí dělat nezávisle, jejich hospodářský výsledek dotuje Dubici, i přes výborné výsledky nemají na investice do modernizace provozů atd. Protože ale potřebuje souhlas mateřského podniku, lobbuje u bývalého ředitele Havránka a ten se projevuje nečekaně férově – vadí mu, že by to podrazilo jak nového ředitele Mráčka, tak samotný Dustroj. Jakmile Gerhart svůj návrh přednese na poradě ředitelů, jsou také všichni proti – zejména funkcionáři KSČ a ROH, kteří na ekonomicky racionálního Gerharta jdou politickými frázemi a Gerhart je na poměry nezvykle ostře a přímo obviňuje z pohrdání členskou základnou (Gerhart: „Jak víš, soudruhu Hodku, že stranická organizace bude proti mému návrhu převedení?“ – Hodek: „No… vím to… prostě jsem o tom přesvědčený!“ – Gerhart: „Ale ještě jsi o tom s nikým nemluvil, že? Ještě jste to neprojednali. Jak tedy můžeš takhle kategoricky tvrdit, že celá stranická organizace bude proti? Zatím jsi proti pouze ty. A ty, pokud vím, nejsi celá stranická organizace. Je to tak? Když chceš o něčem za někoho rozhodovat, tak se s ním o tom musíš napřed domluvit, ne? Já, kdybych to chtěl dovést do konce, tak bych mohl říct, že jsi právě v tomto okamžiku zneužil svou funkci.“ – Hodek: „To je demagogie! Gerharte, to, co jsi teď předvedl, je liberalisticko-oportunistická exaltace nejhrubšího zrna!“). Gerharta však později nepřímo podpoří i tajemník OV KSČ Kučera s tím, že Hodek měl Gerhartovi argumentovat logicky a ne citově. Což Hodka ještě víc vydráždí a označí nepřítomného Gerharta jako záhumenkáře a hokynáře, který dokázal zblbnout lidi natolik, že by ho ještě podpořili a šli za ním do Litošic navzdory vůli předsedů stranických a odborových výborů.
Na následné schůzi samosprávy se zřejmě rozvine velmi racionální debata, která je ale z děje vystřižena. Výsledkem je, že Mráček z pozice podnikového ředitele jmenuje bývalého ředitele Havránka investičním náměstkem pro zajištění nových technologií a uděluje závodům Dubice i Litošice ekonomickou a rozhodovací samostatnost od 1. 10. 1989. Gerhart vzápětí prohlásí, že tím pádem je založení samostatného státního podniku v Litošicích zbytečné a Mráček přisvědčí, že ano – ovšem „pokud si věříme“.
| Bohumil Švarc | kontrolor Výboru lidové kontroly         |
| Petr Oliva    | kontrolor Výboru lidové kontroly         |
| Jiří Samek    | náměstek ministra průmyslu               |
| Miro Grisa    | předseda podnikové samosprávy v Dustroji |

### Záskok
(scénář Jiří Melíšek, dramaturgie Gustav Oplustil)
Kolářovým na třídenní návštěvu přijela Lucie Gáblišová, která chce vidět divadelní představení s Radkem Hasmanem v hlavní roli. Marta si vymíní, že do divadla pojedou autem, jenže jejich škodovka odmítá nastartovat a zatímco Jiří noří ruce do motoru, děvčata raději utíkají na autobus a Lucie ještě volá, že ten divadelní kus má být „niečo absurdné“, načež Jiří huláká: „Absurdní je jenom tohle auto. Jezdí po celým světě, ale doma ne!“ Trucující auto se mu sice podaří zprovoznit, ale do divadla dorazí až po představení, právě když je všechny zve Radek na svou chatu do Podhrází.
Druhého dne u Kolářovic škodovky pro změnu praskla jakási hadička a pro jízdu na chatu tak musejí Lucie, Marta i Lenka vzít zavděk Radkovým Oltcitem („Elegantní a spolehlivý výsledek práce rumunských pracujících je vám k dispozici“) a když pak Jiří dorazí do divadla za kamarádem Huděrou, který mu má auto opravit, zjistí, že jim onemocněl člen souboru a nemohou sehnat Hasmana jako záskok. Jiřího přítomnost je spásou, protože do té doby nikdo nevěděl, kde Radek je, a ředitel divadla pro něj neváhá poslat lítačku VB, aby stihli večerní představení.
Radek se zatím usadil s děvčaty v zahradní hospůdce v Podhrází, u udrbané hostinské, která se štamgasty řeší vykradené sousedy. Hercův náhlý odjezd na zadním sedadle policejního vozu je pro ni vítanou záminkou k pomluvám: „No viděli jste to? V televizi hraje Ilju Muromce a v civilu krade jako straka. A že já na to nepřišla dřív, kde bere na ty trachtace! (…) Tak nám ho odvezli! A máme po laureátovi!“ Děvčata, která to neslyšela, si večer musejí vystačit sama – namísto u opékání buřtů a kytary hrají žolíky a na večeři se vrací na dámskou jízdu do hospody.
Druhý den ráno zažije hostinská spravedlivý šok: v jedné minutě ještě pomlouvá „ty tři Hasmanovy grácie“, co si včera ještě drze přišly na večeři jakoby nic – a vzápětí ji ztrestá ledová sprcha v podobě nadstrážmistra VB, který zadržel jejího syna a jím ukradené vzácné housle nalezl v hranici střešních tašek u hospody. Do toho přijedou Jiří s Radkem, kteří o ničem nemají tušení, a Radek vida v nadstrážmistrových rukou housle si zvesela poroučí píseň Král z boje zvesela se vrací, což šokovanou hospodskou donutí do pláče.
| Jiří Datel Novotný | Jan Huděra, Jiřího spolužák a vedoucí techniky dubického divadla |
| Bohuslav Čáp       | ředitel dubického divadla                                        |
| Petr Svoboda       | člen souboru dubického divadla                                   |
| Lubomír Kostelka   | člen souboru dubického divadla                                   |
| Jiří Havel         | inspicient dubického divadla                                     |
| Andrea Sousedíková | kantýnská dubického divadla                                      |
| Michaela Mišková   | tajemnice dubického divadla                                      |
| Eva Klepáčová      | paní Koutná, hostinská v Podhrází                                |
| Ivo Niederle       | starousedlík v Podhrází                                          |
| Roman Hemala       | starousedlík v Podhrází                                          |
| Josef Vondráček    | nadstrážmistr Hofman, okrskář VB                                 |

Poznámka: Jiřího věta o absurdním autě zjevně naráží na reportážní cyklus Tatra kolem světa, jejíž účastníci nalezli škodovky v provozu ve Spojených státech i v Nikaragui.
Poznámka 2: v tomto díle se vrší scenáristické zmatky: Radek Hasman je chvíli členem ostravského, chvíli místního divadla. VB má dopravit Hasmana do Dubice, ale příslušník VB mluví o rychlém odjezdu do Prahy. A Jiří s ředitelem divadla si vzdálenost Dubice – Podhrází ukazují v autoatlase na úseku Kyjov – Pohořelice.

### Výlet
(scénář Gustav Oplustil, dramaturgie Halina Pawlowská)
Měla to být krásná neděle. Sousedé Bártlovi pozvali Kolářovy na výlet novou červenou škodovkou, zakoupenou ze silvestrovské výhry v loterii, a děti měly mít doma pré. Už při loučení na sebe pokřikovali známé slogany (Lenka&Honza: „Táto, mámo, přesvědč mě, že jezdíte bezpečně!“ - Bártl: „Heleďte, vy dva kulihrášci! Děti, nehrajte si se sirkama a pozor, alkohol je metla lidstva!“) a pravděpodobně si tím jeden na druhého přivolali neštěstí...
Lenka se doma rozhodla uspořádat mejdan. Vyexpedovala Honzu na fotbal s kamarády (dvacetikorunový úplatek komentoval slovy, že „za dvě pětky obětovat charakter, to je teda úpadek!“) a s pěti kamarády se jala hrát „flašku“, jenže do toho se sousedovi Smutnému udělalo špatně a tak ke Kolářovým do bytu vtrhl strýc Filip s paní Smutnou za zády a telefonují (přesněji: snaží se dovolat) pro sanitku. Takže mejdan předčasně končí.
Problémy se začínají hromadit i u dospělých: Bártl zaparkoval u služební brány safari na zákazu stání a byl potrestán hned dvakrát: přes bránu skočivší klokan totiž zdemoloval přední kapotu a přivolaný příslušník VB navíc vystavil pokutu 100 Kčs za parkování v zákazu. V motorestu se pak pohádají s obsluhou, Bártlovi se zaplete ubrus do zipu u kalhot a podaří se mu strhnout celý obsah stolu na podlahu (škoda 100 Kčs + 84 Kčs úhrada za nespotřebovanou konzumaci), na uklidnění vypije deci becherovky a samozřejmě ho na další cestě staví dopravní hlídka VB. Takže domů pak musejí auto všichni společně dotlačit.
| Jan Skopeček   | ošetřovatel v ZOO               |
| Jaromír Meduna | nadpraporčík VB                 |
| Dalimil Klapka | vrchni v motorestu              |
| Igor Smržík    | nadpraporčík dopravní hlídky VB |

Poznámka: tento díl může sloužit jako ukázkový přehled chyb ve filmech. „Nové“ auto je zjevně bazarové (zrcátka z ročníků 1986–87, chybí štítek výrobce na chladiči, chybí střešní anténa, omezovač řidičových dveří vrže kvůli vyschlé vazelíně), v některých scénách je viditelný stín snímací kamery a mikrofonu, v jiných scénách se v nablýskaném automobilu odráží šestičlenný televizní štáb, "smaltovaná" cedule s označením Přívozní ulice se na plotě ve větru houpe na provizorních filmařských závěsech... O tom, že je ignorována vyhláška č.100/1975 (Bártlovi ani Kolářovi se v autě nepřipoutali) a že nikomu nepřijde divné ponechávat auto bez dozoru odemčené, popř. i s otevřenými okny a s klíčky pod volantem, nemluvě.
Poznámka 2: jinak je ovšem díl prošpikován již poměrně otevřenou kritikou poměrů. Že se v neděli nedá nikde dobře najíst a televize pak pranýřuje, že jsou restaurace prodělečné. Že předpisy zakazují v motorestu podávat pivo před 16. hodinou bez jídla, nicméně vodkou či vínem se řidič může „zhulákat jako dráteník“ podle předpisů. Že na nejrozšířenější automobil na československých silnicích nejde sehnat náhradní díly. Že přetížené pobočkové telefonní ústředny nedovolují zatelefonovat ani pro sanitku...

### Zámek
(46. díl, scénář Vít Špaňhel, dramaturgie Halina Pawlowská, premiéra 13. 7. 1989)
V tomto dílu sledujeme osudy dvou různých nemovitostí: Kolářovi chtějí dopřát dětem vlastní pokoje a otce Koláře napadne, že by bylo možné adaptovat část společné půdy a vystavět tam pro Lenku parádní podkrovní místnost. Přitom je navštíví Filip a přinese Martě námět na reportáž – vydají se spolu do vísky Zloběchovice.
Místním zámkem je provází Filipův kamarád, knihovník Martin Tůma. Vypráví, že jeho historie sahá do 16. století, malované obrazy na omítce místností tvořil pražský malíř Laster atd. Marta se zakloní a optá se: „A který mistr zdobil strop?“ – v tu chvíli se kamera stočí vzhůru a divák teprve teď zjistí, že ve zdobené místnosti s cennými freskami, zbytky původního nábytku a porcelánovými kamny je z poloviny propadlý strop a z plesnivějící podlahy lze pozorovat prořídlou střechu. Martin to komentuje jednoduše: „Jo, tak to je mistr nad mistry: déšť a zub času.“ MNV Zloběchovice zámek, jako státem chráněnou památku, vykoupil v roce 1977 od bývalého majitele za 150.000 Kčs, což Filip ihned glosuje, že státem chráněnou památku lze koupit v ceně dvou Favoritů a bez poukazu. Ovšem Martin ho upozorní, že opravy by vyšly na minimálně 50 milionů, a že předseda MNV vůbec nejeví ochotu cokoliv řešit, i když už jsou hotové plány na přestavbu zámečku na víceúčelové kulturní středisko pro potřeby SSM a JZD. Martinův děda jim pak popisuje, že devastace zámku započala už po válce, kdy si v zámku udělala ČSLA kasárna pro motostřelce a bezohlední vojáci v kamnech topili i třikrát leštěným mahagonem z obkladů stěn: „Dycinky jsem si myslel, že hodnoty se mají udržovat, zvelebit a předat následníkům. Ale vono to dneska bude asi nějak jinak, že jo.“ Podivný přístup MNV pak potvrdí i jeho předseda: předseda JZD už za ním 3× byl se žádostí, ale MNV odmítá povolit zřízení lakovny a opravny traktorů v areálu zámku a ten tak pustne stále rychleji...
Zato přestavba půdy vypadá mnohem nadějněji: referent stavebního odboru MěstNV Dubice je Jiřího spolužák Karel Langer a tak mu velice ochotně poradí, co a jak s úředním zabezpečením půdní vestavby: musí si získat souhlas všech nájemníků v domě, souhlas majitele domu, stavební povolení, statický výpočet, projektovou dokumentaci, povolení zaměstnavatele, elektrikářů, kominíků, požárníků, atd. – a nakonec z toho vyleze potřeba zajistit si 14 orazítkovaných povolení. Filip se pak nemůže nezeptat: „A nebylo by jednodušší koupit si nějakou drobnou, státem chráněnou památku?“
| František Kreuzmann mladší | knihovník Martin Tůma, Filipův kamarád                      |
| Josef Patočka              | děda Tůma, bývalý zámecký kočí                              |
| Jitka Asterová             | tajemnice MNV Zloběchovice                                  |
| Jiří Hálek                 | předseda MNV Zloběchovice                                   |
| Václav Sloup               | ing. Karel Langer, referent stavebního odboru MěstNV Dubice |
| Martina Adamcová           | úřednice MěstNV Dubice                                      |

### Finta
(scénář Halina Pawlowská, dramaturgie Gustav Oplustil)
Kolářových soused pan Smutný je těžce nemocný, ale odmítá jít do nemocnice, i když je jeho stav tak těžký, že už mu o půl třetí v noci musela žena volat pohotovost – a on jí pak zakázal otevřít, takže doktor zvonil i u Kolářových nevěda, ke které domácnosti byl volán. Děda Kolář pak s kamarády vymýšlí fintu, jak Smutného dostat k lékaři – upletl si tím na sebe bič, protože stráví celé dopoledne v nemocnici s nedostatkem personálu a přetíženými lékaři. Pomůže mu pak až náhodné setkání s bývalým spolužákem, lékařem, a Smutného přesvědčí, že má vzácnou krevní skupinu a že by ji mohl darovat – načež jde Smutný celkem dobrovolně do nemocnice na testy, zda má krev v pořádku.
| Alena Kreuzmannová | úřednice kartotéky dubické nemocnice     |
| Dana Homolová      | sestra obvodní lékařky Adamcové          |
| Ladislav Krečmer   | pacient na chodbě nemocnice              |
| Otakar Brousek st. | MUDr. Vojtěch Pařízek, lékař ve výslužbě |

### Smutek
(53. díl, scénář Halina Pawlowská, dramaturgie Vít Špaňhel, premiéra 31. 8. 1989)
Poslední týden školních prázdnin tráví Kolářových děti u prarodičů na Moravě a Marta rozhodla, že z toho pár dní zůstanou na chalupě u Filipa (přes protesty Jiřího, který by raději jezdil po hradech a zámcích). Ten tam tráví už dovolenou se snoubenkou Simonou – a venkovské samoty má plné zuby už po třech dnech („Velmi se toužím vrátit do lůna velkoměsta, do oázy smogu, krajiny rozbitých chodníků a vysypaných popelnic.“). To plně vyhovuje i Jiřímu, muži tedy záhy odjedou zpět do Dubice a ženy zůstanou na venkově.
Martě se zprvu život na venkově líbí, protože Dubice je plná smogu, děti jsou z něj nemocné a jejich část města se má výhledově bourat kvůli stavbě elektrárny, nicméně Simona ji od toho zrazuje a příroda jí záhy dá zapravdu: na zahradě je ohrožují včely a vosy, poté co se ukryjí do domu, přiběhne na zahradu vzteklý pes, vstup do lesa je zakázán kvůli nakaženým klíšťatům i polomům, bramborové pole je chemicky ošetřené… A v noci se obě bojí různých šramotů v chalupě, takže ráno obě velmi rychle balí věci a jedou do Dubice také. Tam zjistí, že muži si moc pánské jízdy neužili: souseda Smutného odvezla v noci sanitka a Jiří tedy trávil ráno počestným utěšováním paní Smutné.
Skutečně „smutná“ je ale i Marta: namísto článku o ekologii jí šéfredaktor doporučí napsat něco o chystané přednášce psychiatra Sedláčka na téma partnerských vztahů. Uvědomí si přitom, že zatímco Simona se těší, že je těhotná a že by si mohla Filipa vzít, tak Kolářových děti zanedlouho odejdou na kolej a internát a oni doma s Jirkou osamějí – a náladu jí nepřidá ani to, když se vzápětí dozví, že Simona „bohužel“ těhotná není, Filip se do ženění nežene a jejich dům se skutečně bude během několika měsíců bourat.
Korunu všemu smutku nasadí poslední scéna, kdy se Jiří snaží Martu utěšit a povzbudit, ale vzápětí mají telefonát z nemocnice a musejí jít vyřídit k paní Smutné, že její manžel před pár minutami zemřel…
| Ivana Andrlová    | Simona Baterová, Filipova snoubenka |
| Jan Krafka        | zemědělec                           |
| Ludmila Roubíková | prodavačka vesnické prodejny        |
| Jiří Bruder       | myslivec                            |
| Oldřich Vlach     | psychiatr prof. MUDr. Sedláček      |
| Věra Budilová     | zaskakující knihovnice              |

### Loučení
(54. díl, scénář Gustav Oplustil, dramaturgie Halina Pawlowská, premiéra 7. 9. 1989)
Tak už je to definitivní: v Dubici se bude stavět elektrárna a Přívozní ulice je z těch, které se budou bourat. Mezi prvními se stěhují pryč Bártlovi, kteří krátce předtím koupili chalupu v Kohoutovicích a podařilo se jim tam i sehnat práci ve školce a na pile. Při stěhování je potkají před domem děda Kolář i s kamarády Kalouskem a Šedou, kteří nesou ke Kolářovým tlumok plný okurek a Kalousek s Martou je pak zavařují. Do toho se zvesela vrací z práce Jiří s Petrem Vránou: Kolářovi dostanou ještě letos služební byt od Dustroje v Dubici a Petr se stěhuje do Litošic, kde dostane byt okamžitě a funkci mistra k tomu. Petr s Jiřím si pak jsou užívat veselou opičku do obýváku, Marta, Lenka a Kalousek zavařují okurky a děda Kolář se Šedou jsou utěšovat vdovu Smutnou.
Roman Bártl se před Honzou pochlubil novým favoritem a Honza si ho hned vypůjčil k jízdě do samoobsluhy. Jenže vjel v rychlosti do kanálu a při pádu si zlomil ruku – zničené kolo předal Romanovi před nemocnicí, ze které ho pak vyzvedává náhodou okolo jdoucí Filip. Všichni se pak dohromady sejdou u Kolářových, Bártlovi se loučí a odjíždějí bydlet do Kohoutovic.
Nakonec se večer u Kolářových v obýváku koná veselá sešlost, do které přibude i šéfredaktor Háček a přinese jako zápisné dvě lahve mělnické Ludmily. Toto je poslední scéna celého seriálu, závěrem které Filip přednese přípitek:  „Takže milá rodinko, můžeme si hezky přiťuknout, pak se mile rozloučíme a každý půjdeme zase svou cestou.“ Úplně posledním záběrem seriálu je tak polodetail na číše s červeným vínem, kterými si přítomní seriáloví hrdinové právě přiťukli.
| Zdeněk Srstka | zřízenec stěhovací služby |

## Politické souvislosti
Hned v první epizodě A zase ta škola byli diváci svědky řady protirežimních narážek a sarkasmů, např. že „psát o skutečném životě chce dneska hodně velkou odvahu“ či koupit obyčejné školní kružítko vyžaduje velkou protekci. Autoři později nepochybně museli na příslušných místech vysvětlovat použitý vtip o funkcionáři, který nebude u své vilky provádět přestavbu, protože jeho „nahoře“ se to netýká a co je u lidí „dole“, ho nezajímá.
Nelibě musely být přijímány i některé „mimochodem“ pronesené životní pravdy, například když Honza odmítl pít mléko s poukazem na to, že na něj viděl reklamu a „... u nás jsou reklamy jen na věci, který lidi nekupujou, a většinou je důvod proč“.
Právě narážky na politické a ekonomické aktuality se udávají jako důvod k tomu, že byl tento „nekonečný“ seriál po jednom roce vysílání stažen a poslední premiérový díl byl odvysílán 7. 9. 1989, oficiální datum se však udává 19. října 1989, tedy pouhý měsíc před začátkem Sametové revoluce) a hlasatelka byla tehdy údajně nucena oznámit, že se seriál ruší z důvodu četných diváckých stížností – ve skutečnosti prý však bylo problémem to, že se hlavní představitelé účastní protestních protirežimních shromáždění. Dějově je však ukončení seriálu postaveno naprosto přirozeně, tj. podnik Dustroj se podařilo transformovat na samostatný státní podnik s odborným neideologickým vedením, děti Kolářových odcházejí na školy a Dubice se pomalu připravuje na stěhování před zbouráním. Lze se tedy jen dohadovat, jak by asi bylo pozdější politicko-ekonomické dění v seriálu znázorněno.

## Reprízy
Po roce 1989 nebyl seriál Československou televizí, resp. Českou televizí, nikdy reprízován jako celek - jen sporadicky se objevily jednotlivé epizody v rámci bloku tematických pořadů.
První velké reprízy se tak seriál dočkal až po téměř 24 letech: soukromá televizní stanice TV Barrandov mu vyhradila páteční pozdní večery od 1. 6. 2012. Nicméně tato stanice hned první den narušila originální dramaturgii tím, že jako druhý díl uvedla předvánoční epizodu, která se původně vysílala až jako sedmnáctá v pořadí. Ani dál nebyla původní následnost děje příliš dodržena, několik dílů bylo zpřeházeno (což lze dobře poznat na ročním období v úvodních titulcích) a z řetězu byly vypuštěny např. díly 6, 11, 15, 20, 23, 25 i několik dalších, takže z celkového počtu 54 epizod jich bylo reprízováno jen 42. Dané číslování dílů tak z velké části neodpovídá původnímu pořadí.